# 久留里站
久留里站（日语：／ Kururi eki */?）是位於千葉縣君津市久留里市場，屬於東日本旅客鐵道（JR東日本）的久留里線車站。

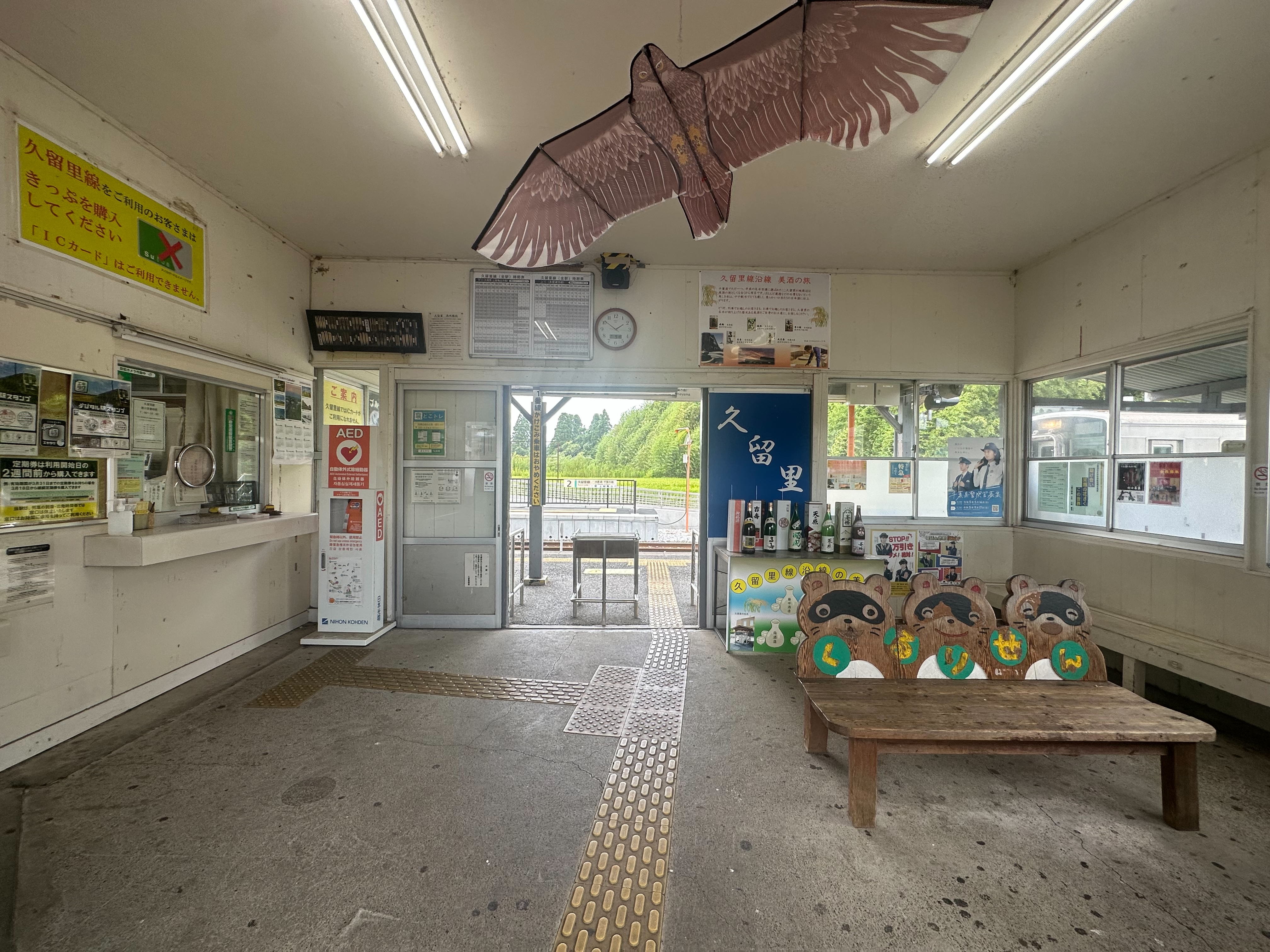
車站內部與驗票口(2023年8月)

## 歷史
- 1912年（大正元年）12月28日：千葉縣營鐵道（日语：千葉県営鉄道）久留里線車站啟用，當時為終點車站[1]。
- 1923年（大正12年）9月1日：路線被國有化[1]。
- 1936年（昭和11年）3月25日：此站至上總龜山站之間開通[1]。
- 1944年（昭和19年）12月16日：此站至上總龜山之間暫停營業[1]。
- 1947年（昭和22年）4月1日：此站至上總龜山之間恢復營業[1]。
- 1987年（昭和62年）4月1日：伴隨國鐵分割民營化，車站由東日本旅客鐵道（JR東日本）營運[1]。
- 2009年（平成21年）3月14日：此站編入至東京近郊區間[2]。
- 2017年（平成29年）12月14日：當日起綠色窗口結業[3]。

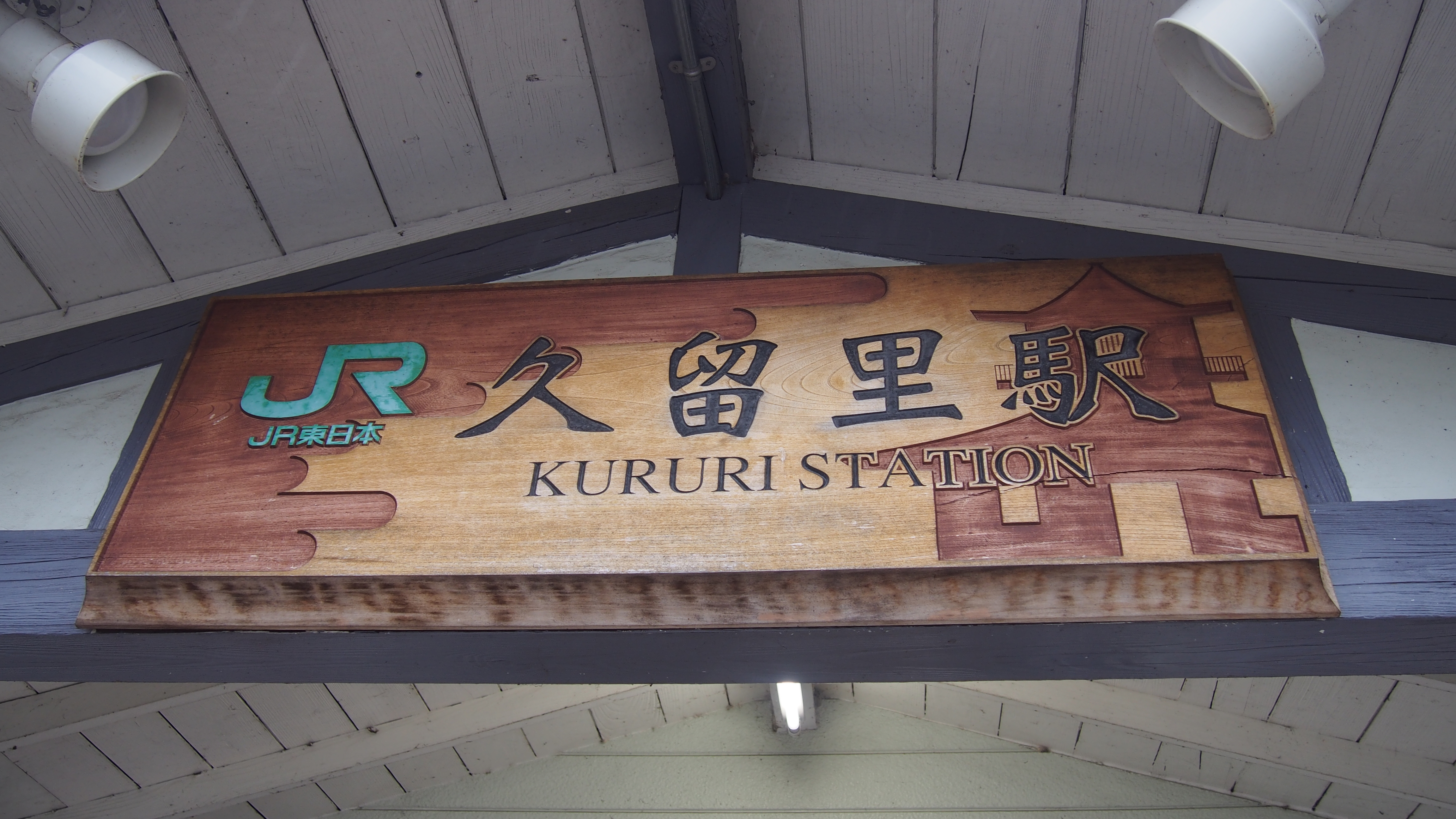
站房翻新後的站名牌（2014年3月）
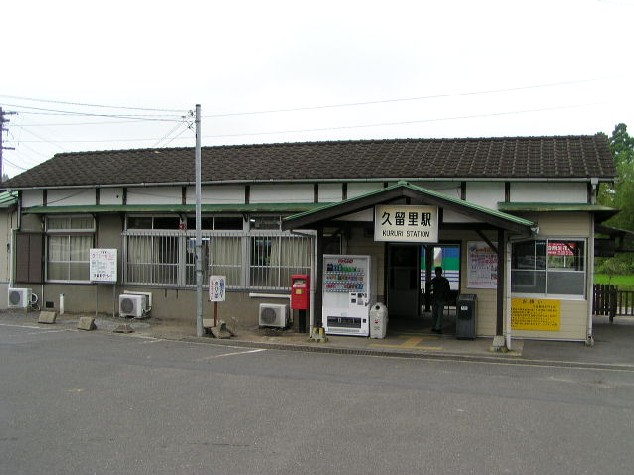
翻新前的舊站房（2005年9月）

## 車站構造
此站是地面車站，設有2面2線的相對式月台。兩月台之間透過站內平交道連接。本站的站房為1層樓高的古老木造建築物。廁所位於檢票口外，為男女分開的濕廁，廁所內設有無障礙設施。
此站為直營車站與管理車站，並管理除木更津站外的久留里線各車站。站内設有售票櫃臺（POS終端，營業時間 6：55 - 20：00）和輕觸式自動售票機（可購買近距離車票）。本站在在2017年（平成29年）12月14日前設有綠色窗口，在當日結業後改用POS終端售票。

### 月台
| 月台 | 路線      | 上下行 | 方向             |
| ---- | --------- | ------ | ---------------- |
| 1、2 | ■久留里線 | 上行   | 木更津、千葉方向 |
| 1、2 | ■久留里線 | 下行   | 上總龜山方向     |

參考
月台為一線通過構造，列車在不用交會的情況下停靠在1號月台。日間由於設有以此站為終點站的列車，因此1號月台和2號月台會交替使用。上總龜山方向的列車會使用1號月台，部分列車會使用2號月台（逆線出發）。
此站設有2架列車夜間停泊，該2架列車均停在1號月台上。2號月台曾是島式月台，對面是3號月台。

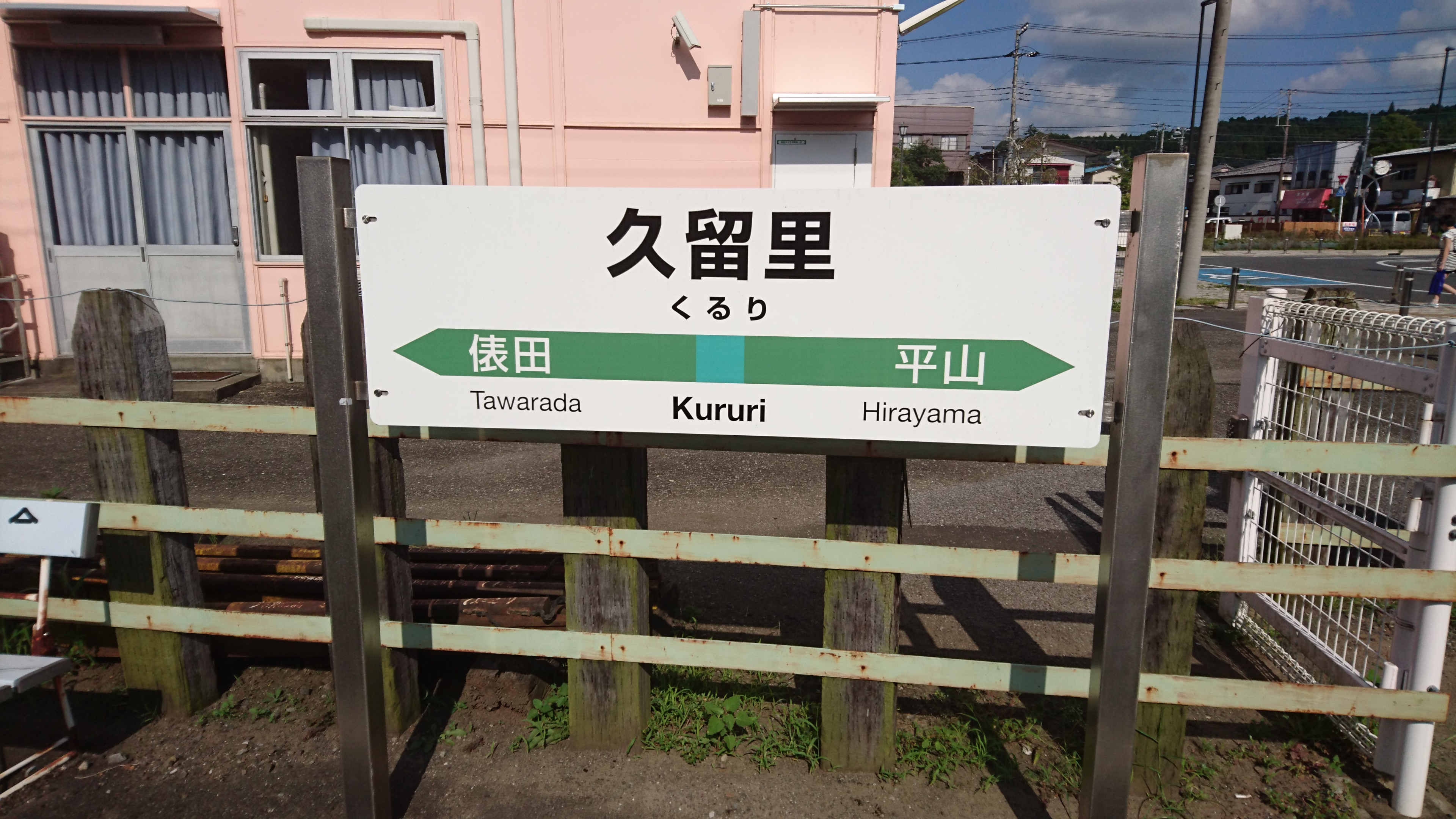
站名牌（2016年9月）
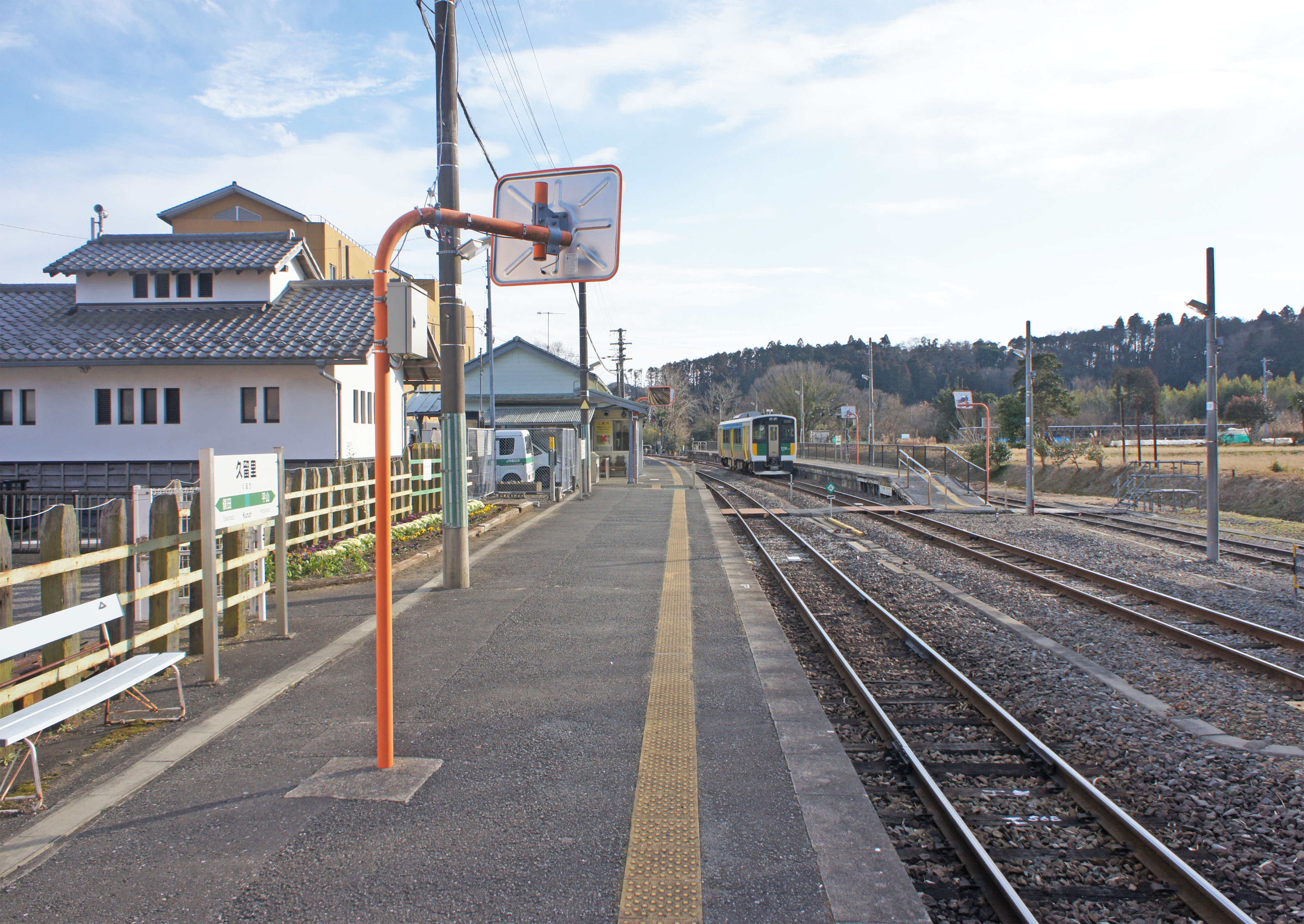
月台（2022年1月）
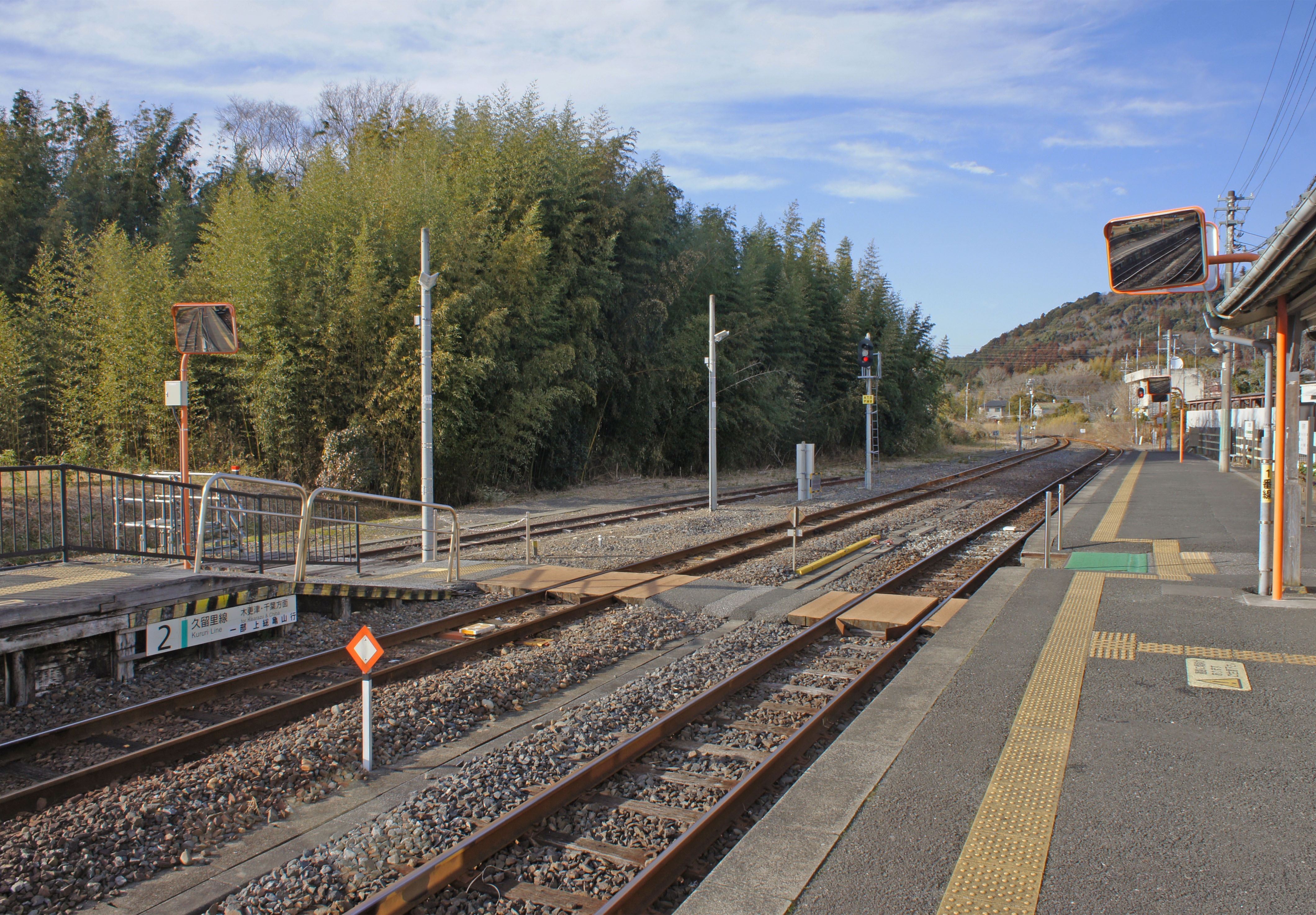
平交道 (2022年1月)

## 使用狀況
在2019年（令和元年）度1日平均乘車人次為365人，以下為乘車人次變化列表：
| 乘車人次變化       | 乘車人次變化     | 乘車人次變化 |
| 年度               | 1日平均 乘車人次 | 參考資料     |
| ------------------ | ---------------- | ------------ |
| 1990年（平成02年） | 923              | [ * 1 ]      |
| 1991年（平成03年） | 913              | [ * 2 ]      |
| 1992年（平成04年） | 875              | [ * 3 ]      |
| 1993年（平成05年） | 853              | [ * 4 ]      |
| 1994年（平成06年） | 815              | [ * 5 ]      |
| 1995年（平成07年） | 784              | [ * 6 ]      |
| 1996年（平成08年） | 772              | [ * 7 ]      |
| 1997年（平成09年） | 728              | [ * 8 ]      |
| 1998年（平成10年） | 710              | [ * 9 ]      |
| 1999年（平成11年） | 699              | [ * 10 ]     |
| 2000年（平成12年） | 729              | [ * 11 ]     |
| 2001年（平成13年） | 725              | [ * 12 ]     |
| 2002年（平成14年） | 705              | [ * 13 ]     |
| 2003年（平成15年） | 670              | [ * 14 ]     |
| 2004年（平成16年） | 626              | [ * 15 ]     |
| 2005年（平成17年） | 567              | [ * 16 ]     |
| 2006年（平成18年） | 526              | [ * 17 ]     |
| 2007年（平成19年） | 515              | [ * 18 ]     |
| 2008年（平成20年） | 474              | [ * 19 ]     |
| 2009年（平成21年） | 464              | [ * 20 ]     |
| 2010年（平成22年） | 436              | [ * 21 ]     |
| 2011年（平成23年） | 433              | [ * 22 ]     |
| 2012年（平成24年） | 448              | [ * 23 ]     |
| 2013年（平成25年） | 456              | [ * 24 ]     |
| 2014年（平成26年） | 417              | [ * 25 ]     |
| 2015年（平成27年） | 422              | [ * 26 ]     |
| 2016年（平成28年） | 414              | [ * 27 ]     |
| 2017年（平成29年） | 425              | [ * 28 ]     |
| 2018年（平成30年） | 409              | [ * 29 ]     |
| 2019年（令和元年） | 365              |              |

## 車站周邊

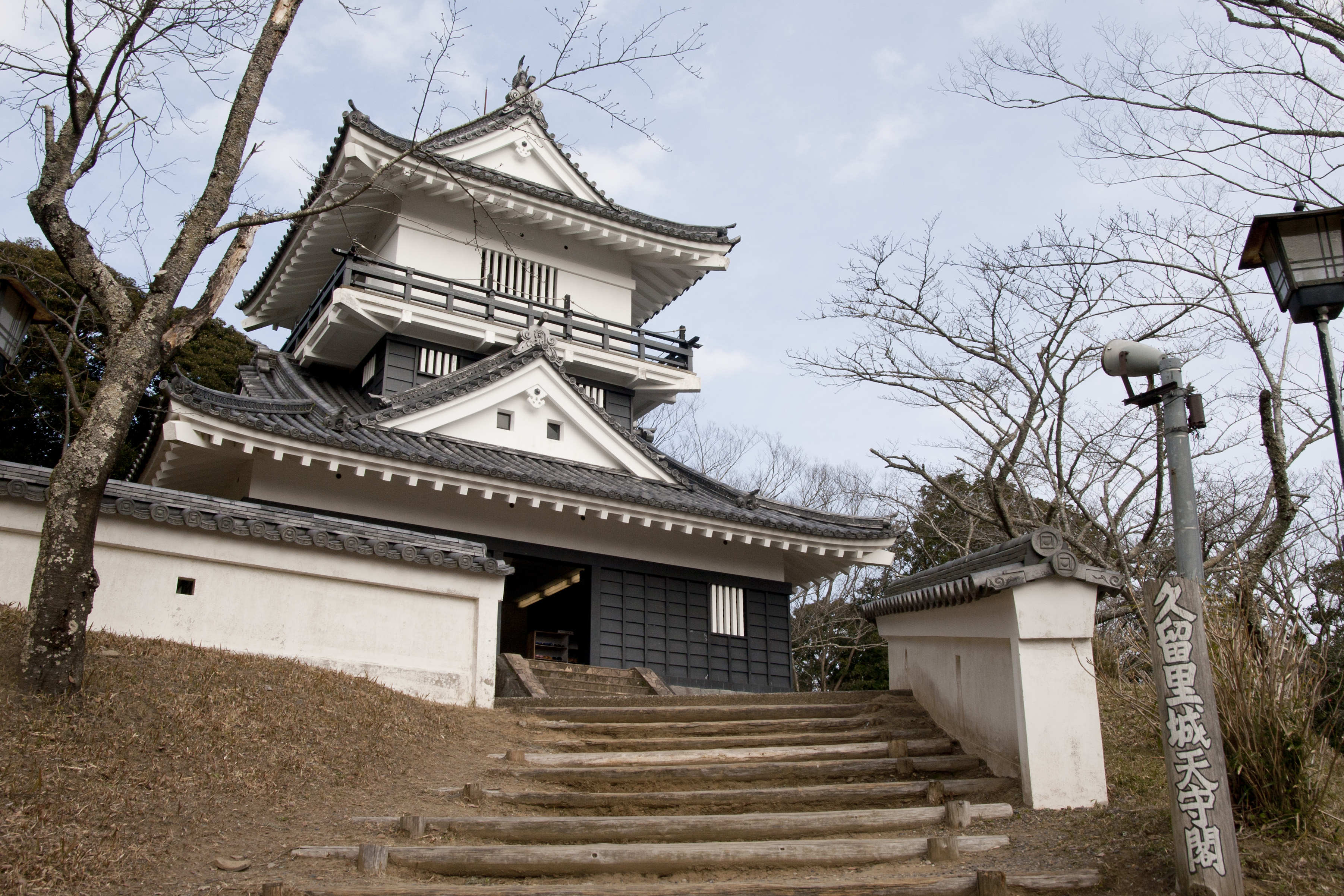
久留里城蹟

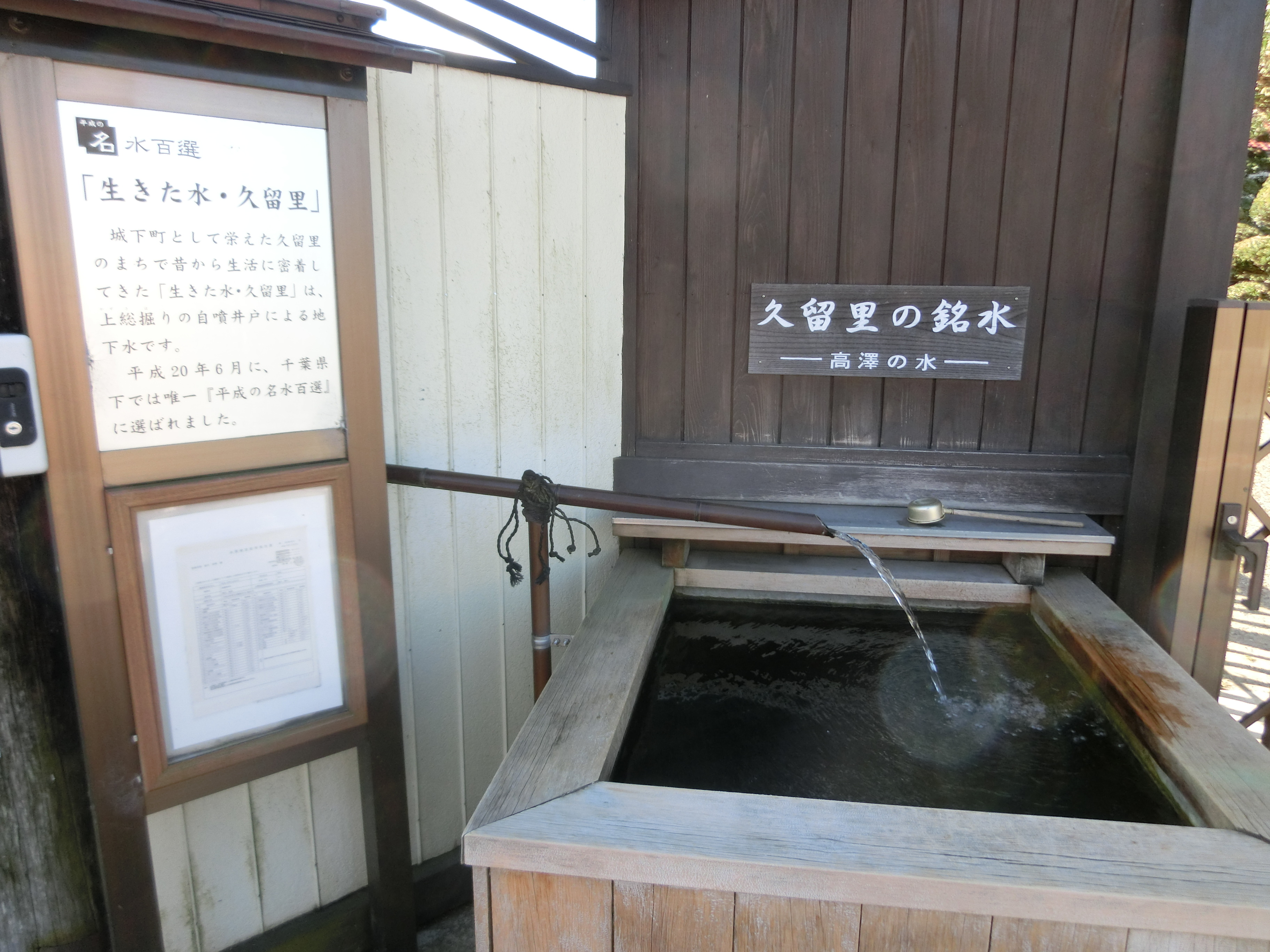
久留里、高澤之水

此站是位於小櫃川中流位置。車站周邊在江戶時代為久留里藩的城下町，同時為舊上總町中心，因此周邊比較比較繁榮，附近設有久留里商店街（參見久留里之店介紹 （页面存档备份，存于）（日語））。在近年此站以名水之里為聞名。在2008年6月，由環境省選定為平成之名水百選。車站周邊設有多個井（包括上總行政中心內）。
- 國道410號（日语：国道410号）
- 千葉縣道24號千葉鴨川線（日语：千葉県道24号千葉鴨川線）
- 千葉縣道32號大多喜君津線（日语：千葉県道32号大多喜君津線）
- 千葉縣道93號久留里鹿野山湊線（日语：千葉県道93号久留里鹿野山湊線）
- 千葉縣道145號長浦上總線（日语：千葉県道145号長浦上総線）
- 君津市政廳上總行政中心
  - 上總公民館
  - 久留里觀光詢問處
- 千葉縣立君津青葉高等學校（日语：千葉県立君津青葉高等学校）
- 舊君津市立久留里中學（2020年3月關校）
- 君津市立久留里小學
- 久留里郵局
- 千葉銀行久留里分店
- 千葉信用金庫（日语：千葉信用金庫）久留里分店
- JA君津（日语：JAきみつ）久留里分店
- 真勝寺
- 久留里庵（烏冬、蕎麥麵店）
- 吉崎酒造
- 君津市久留里城址資料館（久留里城）、古久留里城蹟（車站向東南步行約30分鐘）

## 巴士路線
| 乘車處     | 系統       | 主要途經                                   | 目的地                       | 巴士公司              | 備註 |
| ---------- | ---------- | ------------------------------------------ | ---------------------------- | --------------------- | ---- |
| 久留里站前 | Axie號     | 木更津金田巴士總站                         | 東京站八重洲出口前、東京鐵塔 | 日東交通 京成巴士     |      |
| 久留里站前 | 鴨川澀谷線 |                                            | 澀谷Mark City                | 日東交通 東急運輸     |      |
| 久留里站前 | Ka花生號   | 馬來田站前、瀧澤團地、蘇我站、縣廳         | 千葉站                       | 日東交通 千葉中央巴士 |      |
| 久留里站前 | Ka花生號   | 龜山、藤林大橋、君津故鄉物產館、安房鴨川站 | 龜田醫院                     | 日東交通 千葉中央巴士 |      |

- 「久留里站前」巴士站是位於千葉銀行前
- Axie號途經東京灣跨海公路。在木更津金田巴士總站可轉乘高速巴士前往羽田機場/成田機場。

## 相鄰車站
東日本旅客鐵道（JR東日本）
■久留里線
俵田－久留里－平山

## 注腳

### 使用狀況
1. ↑  千葉縣統計年鑑 （页面存档备份，存于）（日語） - 千葉縣
2. ↑  君津市統計書 （页面存档备份，存于）（日語） - 君津市

JR東日本2000年度以後的乘車人次
1. ↑  各駅の乗車人員（2000年度） （页面存档备份，存于）（日語） - JR東日本
2. ↑  各駅の乗車人員（2001年度） （页面存档备份，存于）（日語） - JR東日本
3. ↑  各駅の乗車人員（2002年度） （页面存档备份，存于）（日語） - JR東日本
4. ↑  各駅の乗車人員（2003年度） （页面存档备份，存于）（日語） - JR東日本
5. ↑  各駅の乗車人員（2004年度） （页面存档备份，存于）（日語） - JR東日本
6. ↑  各駅の乗車人員（2005年度） （页面存档备份，存于）（日語） - JR東日本
7. ↑  各駅の乗車人員（2006年度） （页面存档备份，存于）（日語） - JR東日本
8. ↑  各駅の乗車人員（2007年度） （页面存档备份，存于）（日語） - JR東日本
9. ↑  各駅の乗車人員（2008年度） （页面存档备份，存于）（日語） - JR東日本
10. ↑  各駅の乗車人員（2009年度） （页面存档备份，存于）（日語） - JR東日本
11. ↑  各駅の乗車人員（2010年度） （页面存档备份，存于）（日語） - JR東日本
12. ↑  各駅の乗車人員（2011年度） （页面存档备份，存于）（日語） - JR東日本
13. ↑  各駅の乗車人員（2012年度） （页面存档备份，存于）（日語） - JR東日本
14. ↑  各駅の乗車人員（2013年度） （页面存档备份，存于）（日語） - JR東日本
15. ↑  各駅の乗車人員（2014年度） （页面存档备份，存于）（日語） - JR東日本
16. ↑  各駅の乗車人員（2015年度） （页面存档备份，存于）（日語） - JR東日本
17. ↑  各駅の乗車人員（2016年度） （页面存档备份，存于）（日語） - JR東日本
18. ↑  各駅の乗車人員（2017年度） （页面存档备份，存于）（日語） - JR東日本
19. ↑  各駅の乗車人員（2018年度） （页面存档备份，存于）（日語） - JR東日本
20. ↑  各駅の乗車人員（2019年度） （页面存档备份，存于）（日語） - JR東日本

千葉縣統計年鑑
1. ↑  千葉縣統計年鑑（平成3年） （页面存档备份，存于）（日語）
2. ↑  千葉縣統計年鑑（平成4年） （页面存档备份，存于）（日語）
3. ↑  千葉縣統計年鑑（平成5年） （页面存档备份，存于）（日語）
4. ↑  千葉縣統計年鑑（平成6年） （页面存档备份，存于）（日語）
5. ↑  千葉縣統計年鑑（平成7年） （页面存档备份，存于）（日語）
6. ↑  千葉縣統計年鑑（平成8年） （页面存档备份，存于）（日語）
7. ↑  千葉縣統計年鑑（平成9年） （页面存档备份，存于）（日語）
8. ↑  千葉縣統計年鑑（平成10年） （页面存档备份，存于）（日語）
9. ↑  千葉縣統計年鑑（平成11年） （页面存档备份，存于）（日語）
10. ↑  千葉縣統計年鑑（平成12年） （页面存档备份，存于）（日語）
11. ↑  千葉縣統計年鑑（平成13年） （页面存档备份，存于）（日語）
12. ↑  千葉縣統計年鑑（平成14年） （页面存档备份，存于）（日語）
13. ↑  千葉縣統計年鑑（平成15年） （页面存档备份，存于）（日語）
14. ↑  千葉縣統計年鑑（平成16年） （页面存档备份，存于）（日語）
15. ↑  千葉縣統計年鑑（平成17年） （页面存档备份，存于）（日語）
16. ↑  千葉縣統計年鑑（平成18年） （页面存档备份，存于）（日語）
17. ↑  千葉縣統計年鑑（平成19年） （页面存档备份，存于）（日語）
18. ↑  千葉縣統計年鑑（平成20年） （页面存档备份，存于）（日語）
19. ↑  千葉縣統計年鑑（平成21年） （页面存档备份，存于）（日語）
20. ↑  千葉縣統計年鑑（平成22年） （页面存档备份，存于）（日語）
21. ↑  千葉縣統計年鑑（平成23年） （页面存档备份，存于）（日語）
22. ↑  千葉縣統計年鑑（平成24年） （页面存档备份，存于）（日語）
23. ↑  千葉縣統計年鑑（平成25年） （页面存档备份，存于）（日語）
24. ↑  千葉縣統計年鑑（平成26年） （页面存档备份，存于）（日語）
25. ↑  千葉縣統計年鑑（平成27年） （页面存档备份，存于）（日語）
26. ↑  千葉縣統計年鑑（平成28年） （页面存档备份，存于）（日語）
27. ↑  千葉縣統計年鑑（平成29年） （页面存档备份，存于）（日語）
28. ↑  千葉縣統計年鑑（平成30年） （页面存档备份，存于）（日語）
29. ↑  千葉縣統計年鑑（令和元年） （页面存档备份，存于）（日語）

## 外部連結
- 車站資訊（久留里）：東日本旅客鐵道（日語）